# Hamartoma de Tuber cinereum
El hamartoma del tuber cinereum es un tumor benigno en el cual una colección desorganizada de neuronas y glía se acumula en el tuber cinereum del hipotálamo en el piso del tercer ventrículo. Es una malformación congénita, incluida en el espectro de las heterotopías de la sustancia gris. La formación ocurre durante la embriogénesis, típicamente entre los días 33 y 41 de gestación. El tamaño del tumor varía entre 1 a 3 centímetros de diámetro, siendo el promedio el más cercano el extremo inferior de este rango. Se estima que el hamrtoma hipotalámico ocurre con una frecuencia de 1/1.000.000, es decir, una en un millón. 

## Signos y síntomas

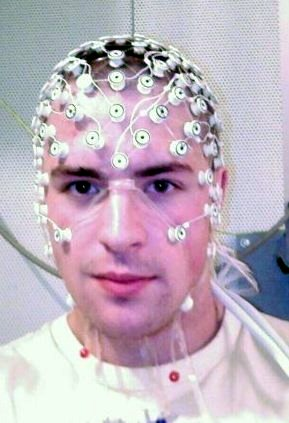
La electroencefalografía se utiliza para encontrar la fuente de actividad eléctrica que provoca la convulsión gelástica.

La presentación clásica es la epilepsia gelástica o de la risa, un trastorno caracterizado por episodios de risa involuntaria con irritabilidad intermitente y estado de ánimo deprimido. El tumor puede estar asociado a otros tipos de convulsiones, así como a una pubertad precoz y trastornos del comportamiento. La epilepsia gelástica se ha asociado más clásicamente con lesiones sésiles y la pubertad precoz se ha reportado con morfología pediculada. Estudios epidemiológicos más recientes han encontrado que estas asociaciones son menos consistentes y que la epilepsia gelástica predomina en la mayoría de los pacientes, independientemente de la morfología.[cita requerida]
Los hamartomas hipotalámicos se encuentran en el 33% de los pacientes con pubertad precoz verdadera.  La etiología de esta relación no está clara, pero se sospecha que en algunos casos se debe a una secreción no fisiológica de GnRH.   También se ha informado de un caso de hamartoma que secreta CRH, lo que causa una producción excesiva de ACTH. 
Las convulsiones suelen comenzar cuando los pacientes son jóvenes, aunque estudios han demostrado que también pueden aparecer en la edad adulta. Se han teorizado muchas causas de la epilepsia y el EEG a menudo encuentra el hamartoma en sí mismo como la fuente de actividad eléctrica o foco epileptogénico. Con convulsiones crónicas, puede producirse un deterioro cognitivo, que puede manifestarse como un bajo rendimiento escolar, una disminución del coeficiente intelectual (CI) ante estímulos nerviosos o una socialización limitada. Otros síntomas de este tipo de tumor incluyen alteraciones visuales, como la apariencia de movimiento de un objeto estacionario o una percepción inapropiada del color en todo el campo visual. 

### Condiciones asociadas
El hamartoma del tuber cinereum puede estar asociado con el síndrome de Pallister-Hall, un diagnóstico caracterizado por múltiples malformaciones, entre ellas polidactilia y ano imperforado. Los síntomas neurológicos son menos graves en el síndrome de Pallister-Hall que en casos aislados de hamartoma. 

## Diagnóstico

### Hallazgos anatómicos y de imagen

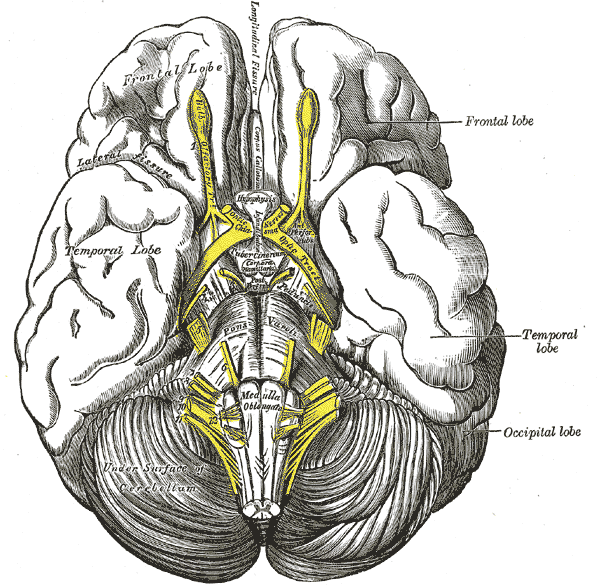
La masa generalmente se localiza en el tubér cinereum del hipotálamo.

El tumor es difícil de detectar mediante TC debido a la disminución de la sensibilidad de la exploración a nivel de la silla turca. La IRM es la principal modalidad de diagnóstico por imágenes; la lesión tiene una intensidad de señal similar a la de la materia gris y no se realza con el contraste. La falta de realce es una característica de imagen importante que ayuda a distinguir el tumor de masas similares que pueden aparecer en esta región. Estos incluyen tumores de células germinales, granulomas de histiocitosis de células de Langerhans y astrocitomas hipotalámicos, ya que estas lesiones suelen demostrar al menos una captación parcial de contraste. 

## Tratamiento

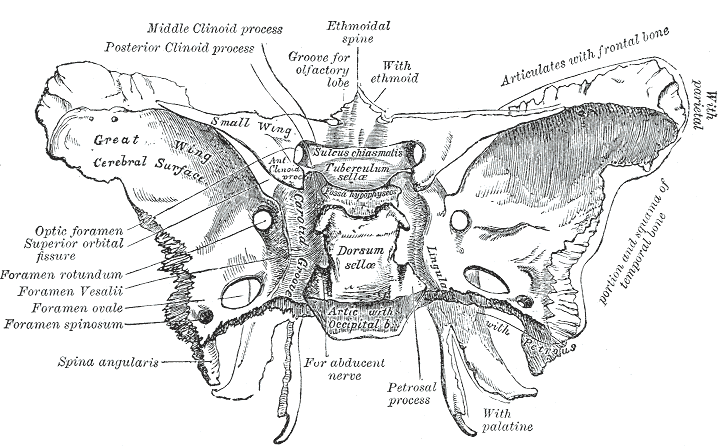
El abordaje quirúrgico para la extirpación es transesfenoidal en la base del cráneo.

La terapia supresora hormonal con agonistas del receptor de la hormona luteinizante, como la leuprorelina, se puede utilizar para tratar el componente convulsivo y es eficaz en la mayoría de los pacientes. 
Se ofrece cirugía si hay falla del tratamiento médico o crecimiento rápido de la lesión, con opciones específicas que incluyen termocoagulación estereotáctica, radiocirugía con bisturí de rayos gamma y resección física mediante microcirugía transesfenoidal. La respuesta quirúrgica suele ser mejor cuando el EEG detecta que el foco de la convulsión se origina en la masa o cerca de ella. La ubicación específica de la lesión en relación con la hipófisis y el infundíbulo, así como el grado de alteración hormonal al momento de la presentación, pueden ayudar a predecir el riesgo de hipopituitarismo después de la cirugía. 